# A Million Little Pieces (singolo)
A Million Little Pieces è un singolo del gruppo musicale britannico Placebo, pubblicato il 24 giugno 2014 come terzo estratto dal loro settimo album in studio Loud Like Love.

## Video musicale
Come per i restanti brani di Loud Like Love, anche per A Million Little Pieces venne realizzato e pubblicato un video (sottotitolato Alternate Director Version) nel marzo 2014 realizzato da un artista emergente, in questo caso dal tedesco Wolf Jaiser. Il videoclip vede la partecipazione dell'attore tedesco Markus Tomczyk.
Un secondo video ufficiale, realizzato in promozione all'uscita del brano come singolo nel giugno dello stesso anno, è stato diretto da Ben Reed ed è stato pubblicato l'11 luglio 2014.

## Tracce
CD
1. A Million Little Pieces (Radio Edit) – 3:45

Vinile 7", download digitale
1. A Million Little Pieces – 4:40
2. Hold On to Me (Piano Version) – 3:46

## Classifiche
| Classifica (2014) | Posizione massima |
| ----------------- | ----------------- |
| Belgio (Fiandre)  | 117               |
| Belgio (Vallonia) | 93                |